# Kapustînți, Prîlukî
Kapustînți (în ucraineană Капустинці) este un sat în comuna Zamostea din raionul Prîlukî, regiunea Cernihiv, Ucraina.

## Demografie
Componența lingvistică a localității Kapustînți
     Ucraineană (100%)
Conform recensământului din 2001, toată populația localității Kapustînți era vorbitoare de ucraineană (100%).